# Líquido pericárdico

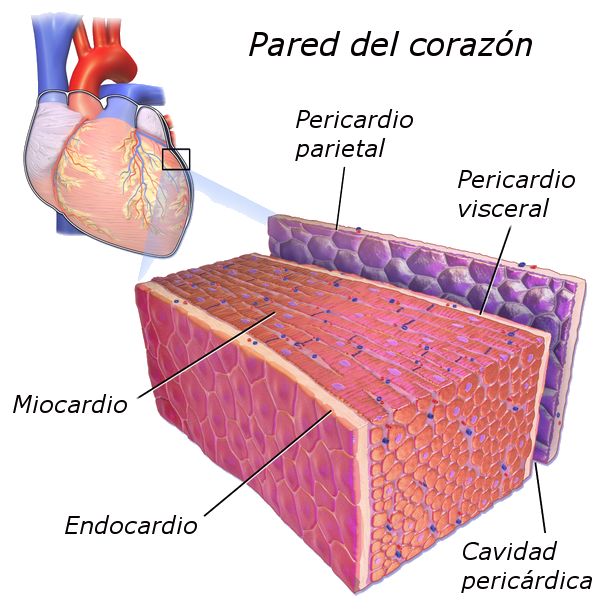
Imagen de las diferentes capas del corazón. Puede verse la cavidad pericárdica en la que se encuentra el líquido pericárdico.

En líquido pericárdico es una fina capa de fluido que se encuentra entre la capa visceral y parietal del pericardio, ocupa por tanto el espacio de la cavidad pericárdica. El pericardio es una membrana que rodea el corazón. En la especie humana el volumen de líquido pericárdico en condiciones normales es entre 15 y 50 ml.

## Descripción
Es un líquido claro y seroso con propiedades lubricantes que evita el rozamiento entre el corazón y las estructuras adyacentes. En su formación intervienen las células del pericardio visceral. En su composición destaca un alto contenido en fosfolípidos. La proporción de electrolítos es muy similar a la del plasma sanguíneo, en cambio la concentración de proteínas es la tercera parte de la plasmática.

## Composición
- Sodio 138 mol/L.
- Potasio 4.5 mol/L.
- Cloro 109 mol/L.
- Bicarbonato 25 mol/L.
- Proteínas totales 3.1 gr/dl.
- ph 7.57.

## Patología
El exceso de líquido pericardico se llama derrame pericárdico y puede deberse a muchas causas, entre ellas la pericarditis.

## Pericardiocentesis
La pericardiocentesis es un procedimiento médico que consiste en extraer líquido pericárdico de la cavidad pericárdica mediante una aguja. Una vez recogido puede analizarse en el laboratorio para estudiar su composición.